# Lijst van wielrenners - Q
Dit is een lijst van wielrenners met als beginletter van hun achternaam een Q.

## Qu
- Nadia Quagliotto
- Ivan Quaranta
- Mickaël Quemener
- Perrig Quéméneur
- Dayer Quintana
- Nairo Quintana
- Carlos Quintero
- Manuel Quinziato
- Mathieu Quoidbach

A · B · C · D · E · F · G · H · I · J · K · L · M · N · O · P · Q · R · S · T · U · V · W · X · Y · Z